# Herbie Mann
Herbie Mann (* jako Herbert Jay Solomon; 16. dubna 1930, Brooklyn, New York, USA – 1. července 2003, Santa Fe, Nové Mexiko, USA) byl americký jazzový flétnista. Byl zakladatelem hudebního vydavatelství Embryo Records, u kterého svá alba vydávali například Miroslav Vitouš nebo Phil Woods.